# Jakowlew Jak-38
Die Jakowlew Jak-38 (russisch Яковлев Як-38, NATO-Codename Forger) war das erste VTOL-Kampfflugzeug der Sowjetunion. Eine weitere Bezeichnung lautete Jak-36MP (Як-36МП). Die Jak-38 ist ein Senkrechtstarter in Hub- und Hub-/Schubtriebwerksanordnung. Die senkrecht eingebauten Hubtriebwerke werden nur im Schwebeflug und im Übergang vom bzw. zum Horizontalflug verwendet und ansonsten abgestellt.

## Geschichte

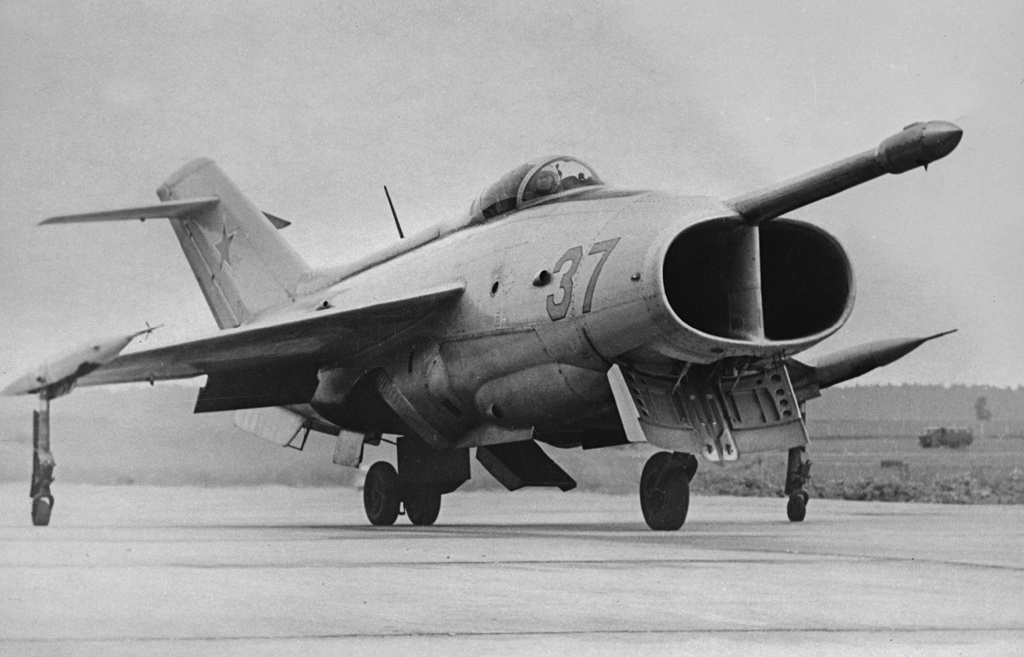
Jak-36

Das Flugzeug basiert auf dem Technologiedemonstrator Jak-36. Nach dessen erfolgreicher Vorstellung wurde vom Bau weiterer Hubschrauberträger der Moskwa-Klasse abgesehen und stattdessen die Kiew-Klasse favorisiert.
Das Projekt startete 1967 unter der Leitung von Stanislaw G. Mordowin und Projektingenieur O. A. Sidorow, zu denen im Herbst 1967 noch Wiktor N. Pawlow kam, mit der Bezeichnung Jak-36M. Der offizielle Entwicklungsauftrag wurde vom Ministerrat am 27. Dezember 1967 erteilt. Alexander Jakowlew erteilte sein Einverständnis für die Entwürfe im August 1968 und im Januar 1969 wurde das Anforderungsdokument mit der sowjetischen Luftwaffe unterzeichnet. Darin wurde eine Höchstgeschwindigkeit von 1400 km/h und eine Reichweite von 700 km mit 1000 kg Nutzlast gefordert. Das Flugzeug sollte grundsätzlich der Bekämpfung fester und beweglicher Boden- und Seeziele auf Sichtweite, von gegnerischen Hubschraubern, Aufklärungs- und Transportflugzeugen sowie zu Aufklärungszwecken dienen. Im gleichen Zeitraum begann auch der Bau des ersten Prototyps und des ersten Mockups. Im April 1970 wurde das Mockup und auch der erste Prototyp fertiggestellt. Nach der Auslieferung des Prototyps begannen in Schukowski erste Tests des Hubantriebes an einem speziellen Testaufbau, der das Flugzeug mit Seilen über dem Boden festhielt. Der Prototyp der Jak-38 hob am 22. September 1970 mit Walentin Grigorjewitsch Muchin (russisch Валентин Григорьевич Мухин) an Bord zum ersten Mal frei vom Boden ab. Die ersten Tests zeigten eine Aufschaukelneigung durch eine zu geringe Steuerwirkung, vor allem um die Rollachse. Daraufhin modifizierten die Ingenieure die Düsen an den Tragflächenenden so, dass deren Luftstrom nach unten und oben gerichtet werden konnte. Im Oktober 1970 wurde dann der zweite Prototyp leicht modifiziert (längere Nase) fertiggestellt und Ende November 1970 bzw. Anfang Dezember erfolgte dann der erste, sehr kurze bzw. längere Flug mit konventioneller Start- und Landung einer Jak-36M. Am 13. Juli 1971 waren die Versuche beim Hersteller abgeschlossen und die inzwischen drei Prototypen zu staatlichen Abnahmetests eingesetzt. Diese wurden bis Oktober 1973 fortgesetzt, wobei 1972 auch Versuchsflüge auf einem nachgebauten Flugdeck stattfanden. Da sich die Kiew noch im Bau befand, wurden erste Trägertests an Bord des Hubschrauberträgers Moskwa durchgeführt. Hierfür wurde extra eine 20 m × 20 m große Plattform inmitten des Flugdecks des Schiffes installiert. Die erste Landung auf dem Schiff wurde am 18. November 1972 durch den Testpiloten Michail Deksbach durchgeführt. Die erste Maschine der Trainerversion Jak-38U wurde im November 1974 fertiggestellt. Im Dezember 1974 wurde dann die Jak-36M offiziell abgenommen und die Produktionsfreigabe erteilt. Versuche an Bord von VTOL-Flugzeugträgern wurden ab 1975 beobachtet.
Die Serienproduktion startete im Mai 1974, wobei eine der ersten Maschinen am 4. April 1975 wegen eines Triebwerksfehlers abstürzte. 1975 wurde mit dem 279. Selbstständigen Bordgestützten Schlachtfliegerregiment (OKSchAP) die erste operative Einheit der Jak-38 aufgestellt, die noch im Dezember mit dem Training begann. 1976 erfolgte die Überstellung des Verbandes zur Nordmeerflotte, Heimatstützpunkt wurde Seweromorsk. Noch im gleichen Jahr folgte die Aufstellung des 311. Regiments für die Pazifikflotte mit Wladiwostok als künftigem Heimatstandort sowie des 299. Regiments, das auf der Basis Nowofjodorowka bei Saki auf der Krim stationiert wurde und hauptsächlich Trainingszwecken dienen sollte. An diesem Standort wurde der Schulungskomplex der sowjetischen Marineflieger errichtet, inklusive den Trägerschiffen nachempfundenen Start-und-Lande-Bahnen. Am 11. August 1976 wurde die ehemalige Jak-36M dann offiziell als Jak-38 in Dienst gestellt. Es wurden ungefähr 75 Jak-38, einschließlich einer kleinen Anzahl zweisitziger Schulflugzeuge Jak-38U, produziert. Andere Quellen sprechen von 231 produzierten Flugzeugen. Im Einklang mit dem Kampfflugzeug erhielten auch die Trainer im Laufe der Produktion verschiedene Verbesserungen wie etwa zusätzliche Öffnungen an den Lufteinlässen oder Luftleitbleche und -schienen unter dem Rumpf und auf den Lufteinlässen, um Luftverwirbelungen besser abzulenken und den Auftrieb zu verstärken. Die Flugzeuge wurden auf den vier VTOL-Flugdeckkreuzern der Projekt 1143 (Kiew-Klasse) stationiert. Der Einsatz in Afghanistan zeigte die Schwächen der Konstruktion in Form unakzeptabler Hot-and-High-Fähigkeiten sowie einer zu geringen Nutzlast. So wurde im August 1981 eine Weiterentwicklung beschlossen, deren Fähigkeiten im Oktober 1982 festgeschrieben wurden. Bereits im November 1982 fanden die ersten Flugversuche des Prototyps statt. Mitte 1983 wurden die Herstellertests abgeschlossen und die Produktionsfreigabe erteilt. Die Serienfertigung begann 1984; damit wurde die mit einem stärkeren Haupttriebwerk und optionalen Zusatztanks versehene Jak-38M in Dienst gestellt. Nach 50 Maschinen wurde die Produktion 1988 eingestellt und Mitte der 1990er-Jahre wurden auch die Flugzeugträger mit ihren Jak-38 außer Dienst gestellt.

## Technik

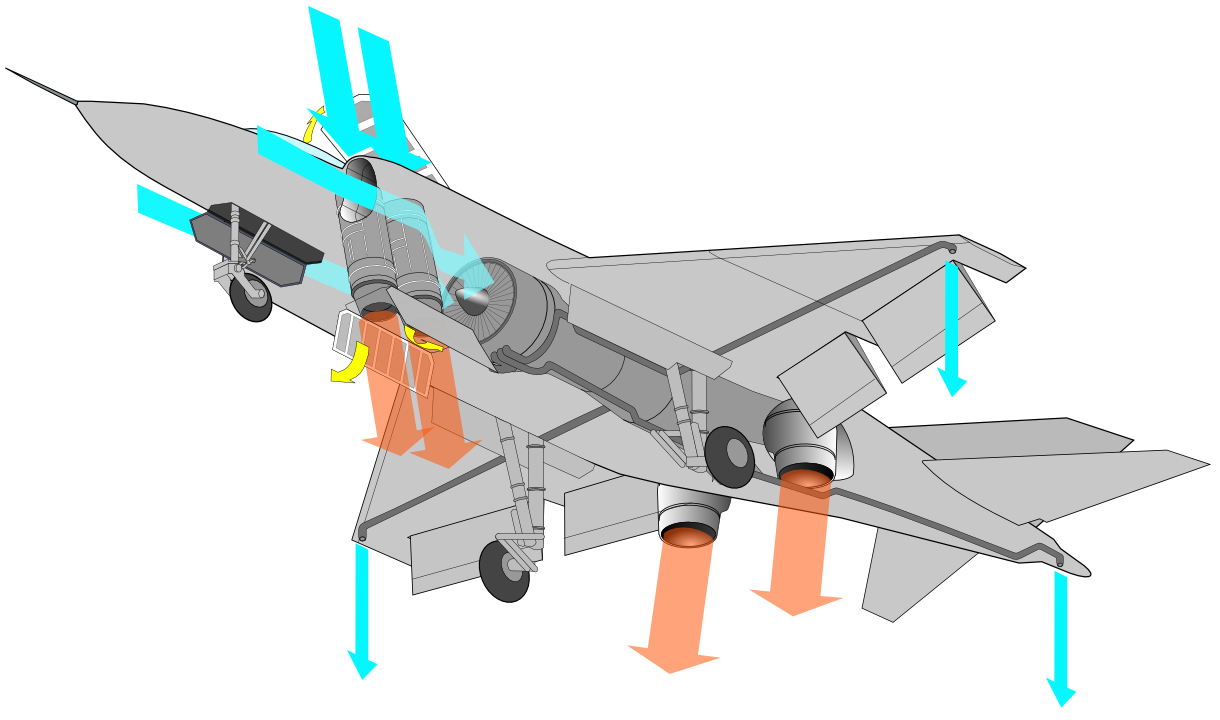
Triebwerksanordnung

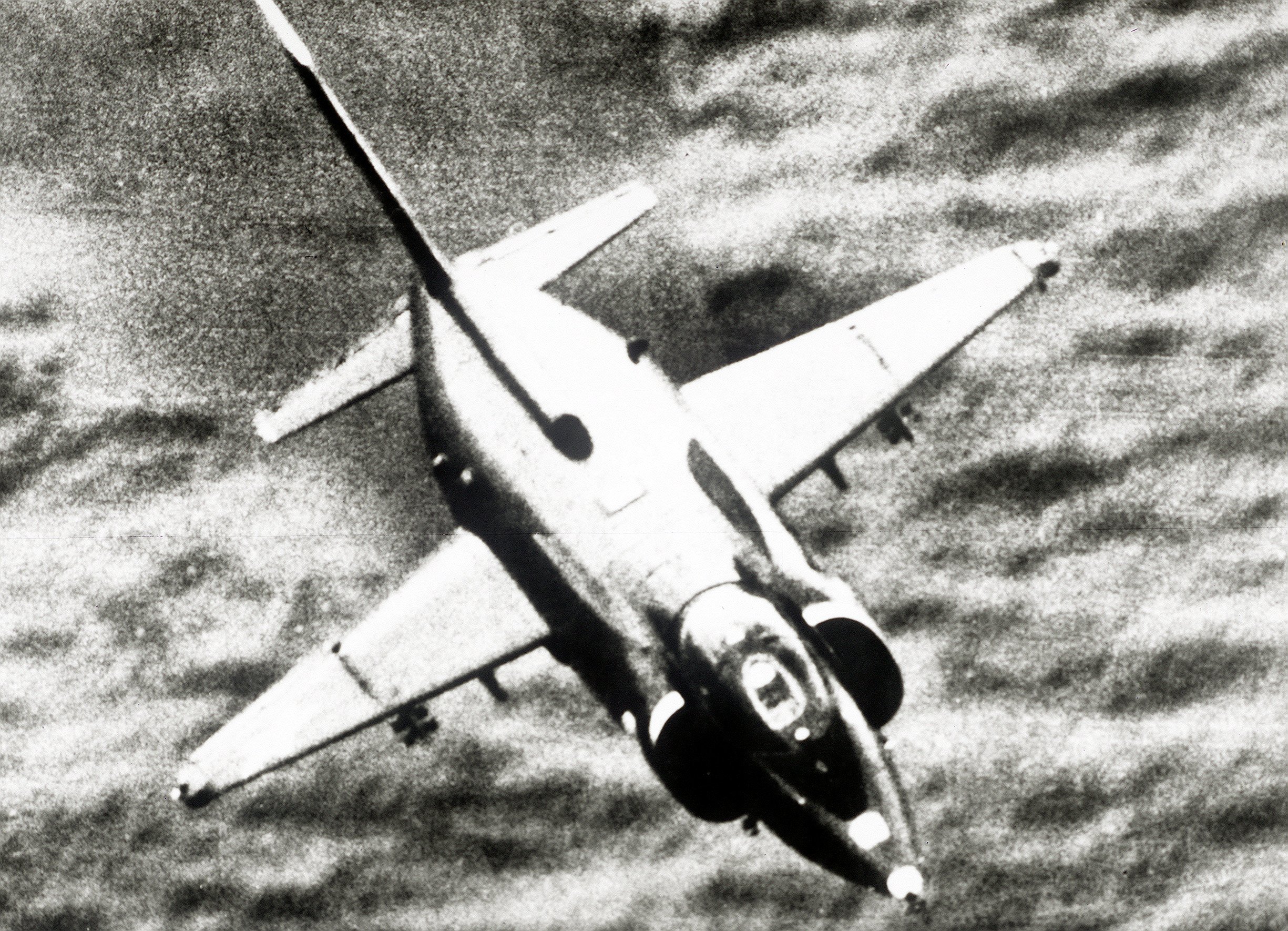
Jak-38 im Flug

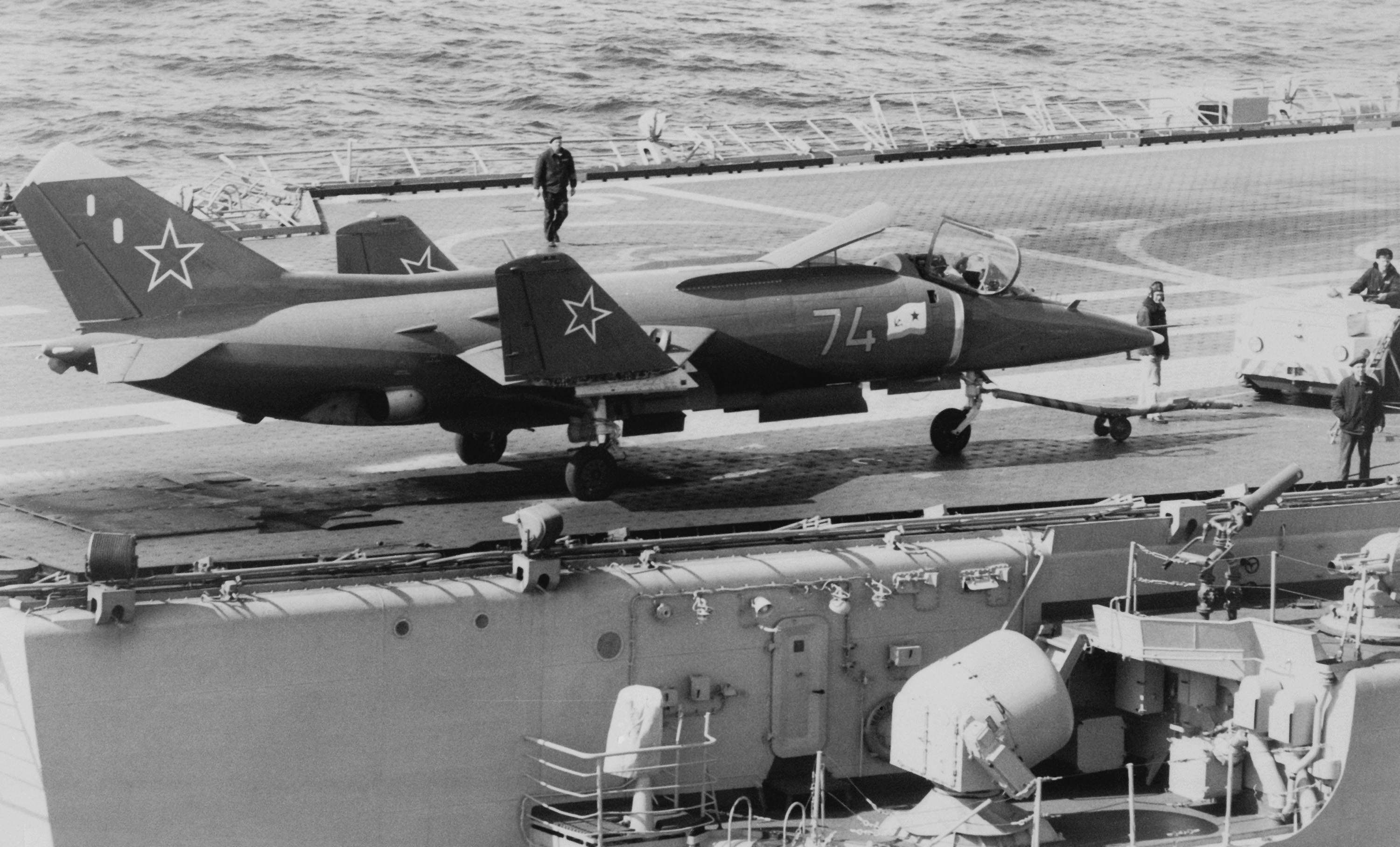
Jak-38 auf dem Deck der Noworossijsk

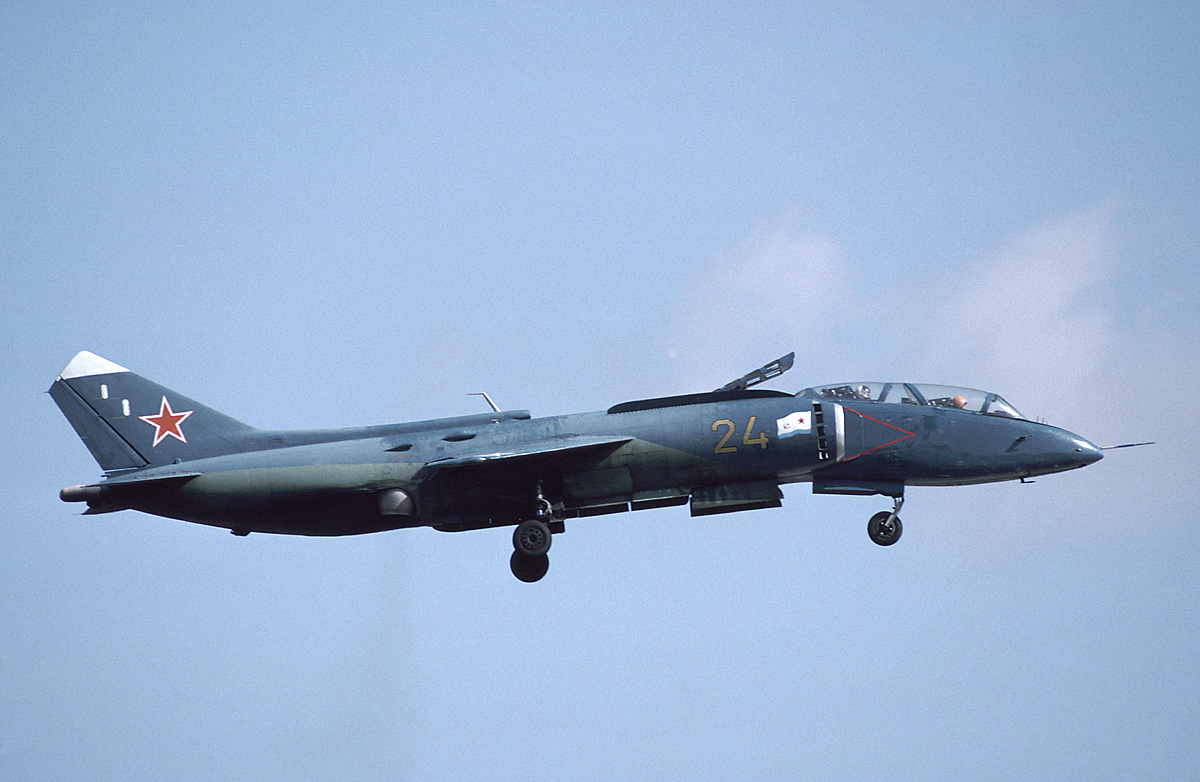
Die zweisitzige Schulversion Jak-38U

Die Jak-38 ist eine Ganzmetallkonstruktion aus Aluminium- und Aluminium-Lithium-Legierungen, wobei auch hochfeste Stahl- und Titanlegierungen für bestimmte Komponenten und Glasfasern für das Radom verwendet wurden. Der Rumpf in Halbschalenbauweise ist eine normale Konstruktion mit Spanten und Stringern. In der Sektion hinter der Nase wurde ein Teil der Avionik und im unteren Teil eine der Düsen zur Kontrolle des Schwebeflugs untergebracht. Danach folgt das Cockpit mit dem darunter untergebrachten Bugfahrwerk und danach der zweite Teil der Avionik und die an der Rumpfseite angebrachten Lufteinlässe. Es folgt die Sektion für die Hubtriebwerke, deren verstärkte und isolierte hintere Wände als Wärmeschutz für den anschließenden vorderen Rumpftank dienen.

## Bewertung und Nachfolge
Aufgrund ihrer geringen Geschwindigkeit und Reichweite wurde sie von der NATO zunächst als sehr schwach eingestuft. Man ging davon aus, dass sie bei einem Luftkampf den meisten westlichen Trägerflugzeugen unterlegen gewesen wäre. Erfahrungen im Falklandkrieg zeigten aber, dass die dort eingesetzten britischen Harrier-Kampfflugzeuge der Royal Navy, die über mit der Jak-38 vergleichbare Flugleistungen verfügten, sich gegen die als weitaus leistungsstärker eingestuften argentinischen Dassault-Mirage-III-Kampfflugzeuge ausgezeichnet behaupten konnten. Das war auf ihre modernen Luft-Luft-Raketen und taktischen Luftkampfmanöver unter Einsatz der schwenkbaren Triebwerksauslässe im Flug, Manöver also, zu denen konventionelle Jagdflugzeuge gar nicht in der Lage waren, zurückzuführen.
Der Kampfwert der Jak-38 wurde im Bezug auf die Reichweite nach oben korrigiert, als die Maschinen deutlich weiter entfernt von ihren Flugzeugträgern geortet wurden, als dies für möglich gehalten wurde. Die sowjetischen Marineflieger beherrschten nun auch den Anrollstart und konnten somit beim Start viel Treibstoff sparen. Dennoch war die Jak-38 der Harrier durch ihr schwächeres Triebwerk sowie die geringere Nutzlast und Reichweite unterlegen. Trotz der mit der Jak-38M eingeführten Verbesserungen wurde das Flugzeug als zu klein eingeschätzt, um die Anforderungen der Marine zu erfüllen, weshalb bereits ab Mitte der 1970er-Jahre mit der Entwicklung eines 15 bis 20 Tonnen schweren Nachfolgemodells begonnen wurde. Die vom OKB Jakowlew entwickelte Jakowlew Jak-141 wurde jedoch nicht in Dienst gestellt.
Die Jak-38 erhielt ein automatisches Rettungssystem für die Schwebeflug- und Transitionsphase mit dem Schleudersitz K-36WM, der sowohl durch den Piloten als auch durch eine anormale Flugzustände erkennende Automatik ausgelöst werden kann. Das Flugzeug katapultierte den Piloten ohne sein Zutun aus dem Flugzeug, sobald es in den Hubphasen (bis zu einer Schwenkung der Schubdüsen in die Waagrechte bei 67 Grad) um mehr als 60 Grad rollte. Bei den Auslösungen des automatischen Rettungssystems der Jak-38 während der Schwebeflug- und Transitionsphase überlebten alle havarierten Piloten. Das System wurde von der Jak-36 übernommen, bei der es wegen der sofortigen Rollbewegung bei Ausfall eines der beiden nebeneinanderliegenden Triebwerke erforderlich war.

## Technische Daten
| Kenngröße             | Jak-38 | Jak-38M                                                                                       | Jak-38U                                                                                             |
| --------------------- | --- | --------------------------------------------------------------------------------------------- | --------------------------------------------------------------------------------------------------- |
| Besatzung             | 1 | 1                                                                                             | 2                                                                                                   |
| Länge                 | 16,37 m | 16,37 m                                                                                       | 17,76 m                                                                                             |
| Spannweite            | 7,02 m | 7,02 m                                                                                        | 7,02 m                                                                                              |
| Höhe                  | 4,25 m | 4,25 m                                                                                        | 4,25 m                                                                                              |
| Flügelfläche          | 18,69 m² | 18,69 m²                                                                                      | 18,69 m²                                                                                            |
| Flügelstreckung       | 2,9 | 2,9                                                                                           | 2,9                                                                                                 |
| Leermasse             | 6555 kg | 6555 kg                                                                                       | 8390 kg                                                                                             |
| Startmasse            | VTO max. 11.300 kg | VTO max. 12.000 kg                                                                            | VTO max. 10.000 kg                                                                                  |
| Lastvielfache         | 6 g | 6 g                                                                                           | 3 g                                                                                                 |
| Höchstgeschwindigkeit | - 1150 km/h - 978 km/h (auf Meereshöhe)                                                                                 | 1210 km/h                                                                                     | 900 km/h                                                                                            |
| Dienstgipfelhöhe      | 11.000 m | 12.000 m                                                                                      | 6000 m                                                                                              |
| Reichweite            | - 860 km - 370 km (mit max. Waffenlast)                                                                                 | 1000 km                                                                                       | |
| Triebwerke            | - ein Tumanski R-27W-300, 59,84 kN Schub - zwei Hubtriebwerke Kolessow RD-36-35FW, je 29,9 kN Schub                     | - ein Tumanski R-28W-300, 63,8 kN Schub - zwei Hubtriebwerke Kolessow RD-38, je 31,9 kN Schub | - ein Tumanski R-27W-300, 59,84 kN Schub - zwei Hubtriebwerke Kolessow RD-36-35FW, je 29,9 kN Schub |
| Bewaffnung            | - max. 1700 kg bei 600 m Rollbahn - 600 kg bei Senkrechtstart - 500–600 kg bei hohen Temperaturen und 200 m Rollstrecke | max. 2000 kg                                                                                  | keine                                                                                               |

## Bewaffnung

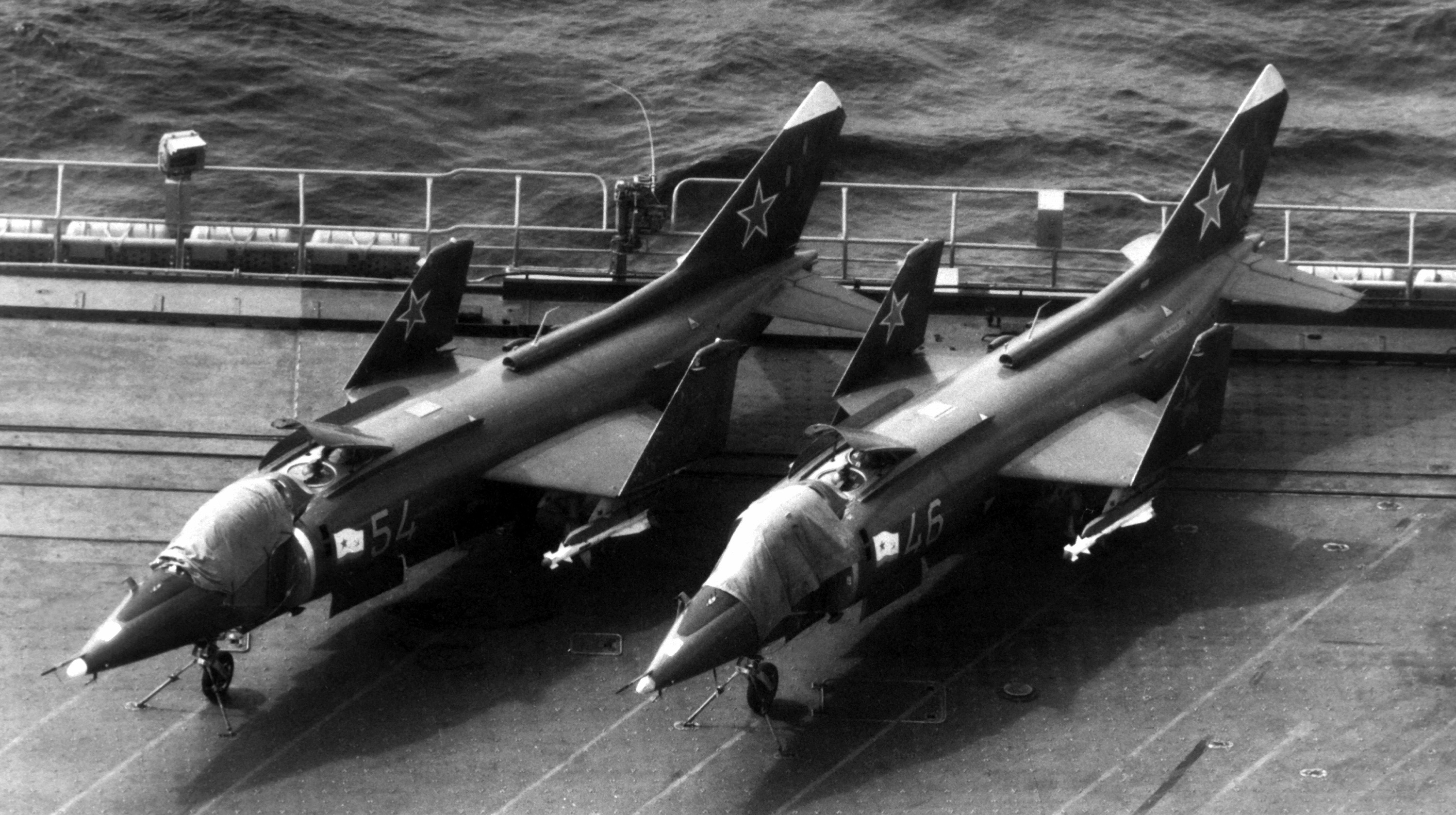
Jak-38 auf dem Deck der Minsk, bewaffnet mit je zwei R-60-Raketen, 1983

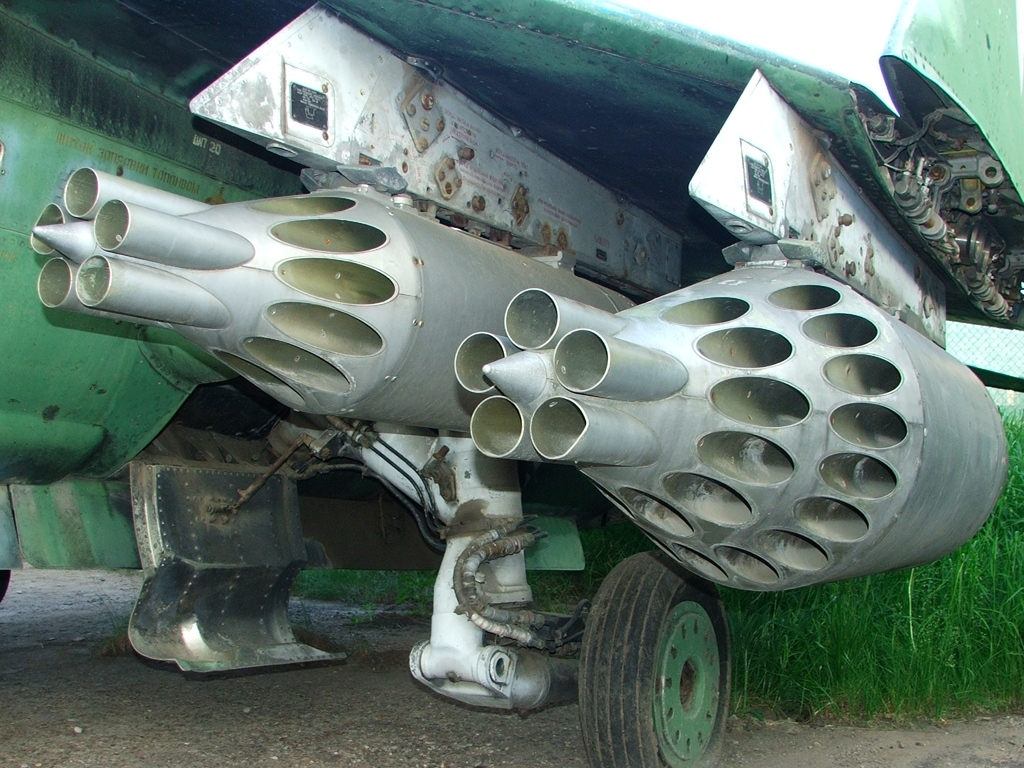
Jak-38 als Ausstellungsstück, bewaffnet mit je einem UB-16-57UMD-73-Starter für 16 57-mm-Raketen und einem UB-32A-73-Starter für 32 57-mm-Raketen

Waffenzuladung von 2000 kg an vier Unterflügelstationen
Luft-Luft-Lenkflugkörper
- 2 × APU-60-1-Startschiene mit je einer Wympel R-60  (AA-8 „Aphid“) – infrarotgesteuert für Kurzstrecken
- 2 × BD-60-21U-Startschiene mit je einer Wympel R-3/13 (AA-2 „Atoll“) – infrarotgelenkt, selbstzielsuchend für Kurzstrecken

Luft-Boden-Lenkflugkörper
- 2 × Swesda Ch-23M  (AS-7 „Kerry“) – funkferngesteuert (Lenkanlage: DELTA-NG)

Ungelenkte Luft-Boden-Raketen
- 2 × UB-32A-73-Raketen-Rohrstartbehälter mit je 32 ungelenkten S-5-Luft-Boden-Raketen; Kaliber 57 mm
- 2 × UB-16-57UMD-73-Raketen-Rohrstartbehälter mit je 16 ungelenkten S-5-Luft-Boden-Raketen; Kaliber 57 mm
- 2 × Wympel B-8W20A1-Raketen-Rohrstartbehälter für je 20 ungelenkte Luft-Boden-Raketen S-8 im Kaliber 80 mm
- 4 × APU-68UM3-Startschienen mit je 1 ungelenkter Luft-Boden-Rakete S-24B; Kaliber 240 mm (235 kg)

Ungelenkte Freifallbomben
- 2 × Basalt FAB-500-M62 (500-kg-Freifallbombe)
- 2 × RBK-500 (500-kg-Streubombe)
- 2 × ZB-500RT (450-kg-Napalmbombe)
- 2 × Basalt FAB-250-M54 (250-kg-Freifallbombe)
- 2 × RBK-250 (250-kg-Streubombe)
- 2 × BetAB-250 (250-kg-Anti-Pisten-Bombe)
- 2 × Mehrfachbombenträger MBD mit je 5 × FAB-100 (100-kg-Freifallbombe)
- 1 × RN-28 (taktische 1-kt-Freifall-Nuklearbombe)
- 1 × RN-40 (taktische 30-kt-Freifall-Nuklearbombe)
- 1 × RN-41 (taktische Freifall-Nuklearbombe)

Externe Behälter
- 4 × UPK-23-250-Maschinenkanonen-Behälter mit je 1 doppelläufiger 23-mm-Maschinenkanone Grjasew-Schipunow GSch-23L mit 250 Schuss Munition (Splitterspreng- und Panzerbrandgeschosse)
- 2 × abwerfbare Zusatztanks PTB-500 für 500 Liter Kerosin
- 1 × Tekon/Elektron APK-9E-Funkdatenübertragungsbehälter als Relais der Lenksignale für die Ch-23